# أدلة الفقه
أدلة الفقه أو أدلة الأحكام الشرعية، هي الأصول التي يستند إليها المجتهد في استنتاج الأحكام الشرعية، التي تسمى: فروع الفقه.
الدليل لغة: المرشد. وفي الاصطلاح هو: ما يمكن أن يتوصل بصحيح النظر فيه إلى مطلوب خبري. خرج المطلوب التصوري (الحد والرسم)، والأدلة هي الموصلة إلى الفقه والدال هو الله تعالى، والدليل هو القرآن، والمبين هو الرسول، والمستدل العلماء.

## أدلة الفقه
هي الكتاب، والسنة، والإجماع، والقياس، واستصحاب النفي الأصلي. والاستقراء والمصالح المرسلة وقول الصحابي الذي لا مخالف له والاستحسان وعمل أهل المدينة. ومصدرها الله عز وجل، فالكتاب قوله والسنة بيانه، والإجماع دال على النص. ومدركها الرسول صلى الله عليه وسلم؛ لأنه مبلغ عن الله تعالى، والمبين للشرع، ولا سبيل لمعرفة ما جاء من عند الله تعالى بالوحي إلا بواسطته. والأدلة الشرعية ضربان أحدهما: ما يرجع إلى النقل المحض وهو الكتاب والسنة، وثانيهما: وما يرجع إلى الرأي المحض وهو القياس والاستدلال، وأما غيرها فيرجع إلى أحدهما إما باتفاق أو ما يرجع باختلاف،
الأدلة الشرعية ضربان: أحدهما: ما يرجع إلى النقل المحض، والثاني: ما يرجع إلى الرأي المحض. وهذه القسمة هي بالنسبة إلى أصول الأدلة، وإلا فكل واحد من الضربين مفتقر إلى الآخر؛ لأن الاستدلال بالمنقولات لا بد فيه من النظر، كما أن الرأي لا يعتبر شرعا إلا إذا استند إلى النقل، فأما الضرب الأول فالكتاب والسنة، وأما الثاني فالقياس والاستدلال، ويلحق بكل واحد منهما وجوه إما باتفاق، وإما باختلاف فيلحق بالضرب الأول الإجماع على أي وجه قيل به، ومذهب الصحابي، وشرع من قبلنا؛ لأن ذلك كله، وما في معناه راجع إلى التعبد بأمر منقول صرف لا نظر فيه لأحد.
ويلحق بالضرب الثاني الاستحسان والمصالح المرسلة إن قلنا إنها راجعة إلى أمر نظري، وقد ترجع إلى الضرب الأول إن شهدنا أنها راجعة إلى العمومات المعنوية حسبما هو مذكور في تفصيل ذلك.
والأدلة الشرعية في أصلها محصورة في الضرب الأول؛ لأن الثاني ثبت عن طريقه، والضرب الأول راجع في المعنى إلى الكتاب، وذلك من وجهين أحدهما: أن العمل بالسنة والاعتماد عليها إنما يدل عليه الكتاب؛ لأن الدليل على صدق الرسول المعجزة، وقد حصر  معجزته في القرآن بقوله: «وإنما كان الذي أوتيته وحيا أوحاه الله إلي». فالقرآن أعظم المعجزات. وقد أمر الله في كتابه بقوله: ﴿يا أيها الذين آمنوا أطيعوا الله وأطيعوا الرسول وأولي الأمر منكم، سورة النساء آية: ﴿(59)﴾، ﴾ وقال: ﴿وأطيعوا الله ورسوله﴾ وأمثالها في مواضع كثيرة؛ وتكراره يدل على عموم الطاعة بما أتى به مما في الكتاب، ومما ليس فيه مما هو من سنته، وقال تعالى: ﴿وما آتاكم الرسول فخذوه وما نهاكم عنه فانتهوا﴾ سورة الحشر آية: ﴿(7)﴾، وقال: ﴿فليحذر الذين يخالفون عن أمره أن تصيبهم فتنة أو يصيبهم عذاب أليم﴾ سورة النور ﴿63﴾ إلى ما أشبه ذلك.
والوجه الثاني: أن السنة إنما جاءت مبينة للكتاب، وشارحة لمعانيه ولذلك قال تعالى: ﴿وأنزلنا إليك الذكر لتبين للناس ما نزل إليهم﴾ سورة النحل آية: ﴿(44)﴾، وقال: ﴿يا أيها الرسول بلغ ما أنزل إليك من ربك﴾ ﴿سورة المائدة: (67)﴾، وذلك التبليغ من وجهين: تبليغ الرسالة وهو الكتاب، وبيان معانيه.

### الكتاب
الأصل الأول من الأصول الشرعية المتفق عليها عند جميع المسلمين هو الكتاب أي: القرآن الكريم وعرفه علماء أصول الفقه بأنه «كتاب الله المنزل بالوحي على رسول الله ﷺ، المنقول بالتواتر».
ويبحث علم أصول الفقه في الكتاب من حيث استعمال الألفاظ ودلالاتها على الأحكام الشّرعيّة، والتفسير وأسباب النزول، وأوجه الاستدلال بالكتاب، ومعرفة الحقيقة والمجاز والناسخ والمنسوخ والخاص والعام والمجمل والمبين، والظاهر والمفهوم والمؤول وأوجه الدلالات فيه، وغير ذلك.
ذكر الشاطبي أن الأدلة الشرعية هي الكتاب والسنة والإجماع والرأي، والكتاب والسنة هما الأصل لما سواهما واقتصر على النظر فيهما؛ لدخول تفاصيل غيرهما ضمنهما، قال: فالأول أصلها وهو الكتاب، وذكر فيه مسائل، منها: اعتماد أن القرآن طريق الهداية، ومعرفة أسباب النزول وأهميته، وسرد قصص القرآن بما هو باطل، ومقارنة الترغيب للترهيب والترهيب للترغيب في القرآن، وتعريف القرآن بالأحكام الشرعية أكثره كلي لا جزئي، والقرآن فيه بيان كل شيء، وأقسام العلوم المضافة إلى القرآن، والظاهر والباطن في تفسير القرآن، وكون الظاهر في تفسير القرآن هو المفهوم العربي مجردا لا إشكال فيه، والاعتبارات القرآنية الواردة على القلوب الظاهرة للبصائر، والمدني من السور ينبغي أن يكون منزلا في الفهم على المكي، وتفسير القرآن على التوسط والاعتدال، ومعرفة الضابط المعول عليه في مأخذ الفهم في التفسير على الاعتدال والتوسط، والقرآن ذم إعمال الرأي.

### تعريف
الكتاب كلية الشريعة وعمدة الملة وينبوع الحكمة وآية الرسالة ونور الأبصار والبصائر وأنه لا طريق إلى الله سواه ولا نجاة بغيره ولا تمسك بشيء يخالفه وهذا كله لا يحتاج إلى تقرير واستدلال عليه؛ لأنه معلوم من دين الأمة.
والقرآن معجزة الله الباقية الذي أفحم الفصحاء وأعجز البلغاء أن يأتوا بمثله، فلا يقدر البشر على الإتيان بسورة مثله ولو اجتمعوا وكان بعضهم لبعض ظهيرا، وهو مع ذلك لا يخرج عن كونه عربيا جاريا على أساليب كلام العرب ميسرا للفهم فيه عن الله ما أمر به ونهى. قال الله تعالى: ﴿ولقد يسرنا القرآن للذكر فهل من مدكر﴾ وقال: ﴿فإنما يسرناه بلسانك لتبشر به المتقين وتنذر به قوما لدا﴾
والقرآن شفاء من الأسقام الظاهرة والباطنة، وهو هداية لمن أراد الاهتداء، والذكر لمن أراد أن يناجي ربه، وكل حرف بعشر حسنات، وهو الحصن لمن أرد التحصن، وفيه نبأ الأمم السابقة، وعلم الأولين والآخرين، والحكم بين الناس بمنهاجه القويم، وفيه كليات الشريعة ومقاصدها.
وقد نزل القرآن بلسان عربي مبين، فمن أهم خصائصه أنه نزل بلغة العرب الذين كانوا يفهمون الكلام العربي الفصيح من غير حاجة إلى تعلم اللغة، وكان السلف من فقهاء الصحابة والتابعين يفهمون معاني القرآن والسنة بالملكة التي اختصوا بها، وحينما دعت الحاجة إلى وضع وتدوين قواعد علوم اللغة العربية أصبح من الضروري تعلم اللغة العربيّة والتدرب عليها لمن ليس لديه تلك الملكة حتى يتمكن من فهم القرآن والسنة. والوصول إلى فهمه وتعقل معانيه يحتاج إلى معرفة واسعة بأساليب اللغة في استعمال الألفاظ، ووجوه الحقيقة والمجاز والخصوص والعموم والإجمال والتفصيل والتشبيه وغيرها مما هو مذكور في مباحث علم أصول الفقه. وفي مواضع كثيرة من القرآن الكريم ذكر لفظ التدبر والتعقل والاتعاظ وغيرها مما يدل بوضوح على أهمية ذلك في تحصيل المقاصد، قال تعالى: ﴿كتاب أنزلناه إليك مبارك ليدبروا آياته وليتذكر أولو الألباب﴾.
وقد حث الشرع الإسلامي على تعلم أحكام القرآن والعمل به نظرا وعملا دون الاقتصار على أحدهما، إذ لا يتحقق مقصود الشرع إلا بهما، والمقصود الأهم هو تدبر معاني القرآن وفهمها على الوجه الصحيح من أجل الحصول على العلم والخشية، وعدم تفسير القرآن بحسب الأهواء والقول بالرأي الناشئ عن الجهل بالمعنى الذي نزل فيه القرآن، فقد روى ابن وهب عن بكير أنه سأل نافعا كيف كان رأي ابن عمر في الحرورية قال: «يراهم شرار خلق الله أنهم انطلقوا إلى آيات أنزلت في الكفار فجعلوها على المؤمنين».
وأحكام القرآن المتعلقة بالتجويد وعلم القراءات لا يبحث فيها أصول الفقه، بل يبحث فيما له صلة بالأحكام الشرعية.

### علوم القرآن
يعد القرآن أصلا شرعيا تبنى عليه الأحكام الشرعية والاستدلال به يستلزم في المستدل به أن تتوفر فيه شروط الاجتهاد، ومنها أن يكون لديه معرفة بالعلوم المتعلقة بالقرآن، وأهمها: علم اللغة وهي الألفاظ ودلالاتها ومتعلقاتها واستعمالاتها إلى غير ذلك من المباحث اللغوية التي تحظى بأولوية في علم أصول الفقه. ومعرفة السنة؛ لأنها بيان القرآن، ومعرفة أسباب التنزيل وهي لازمة لمن أراد علم القرآن والدليل على ذلك أمران أحدهما أن علم المعاني والبيان الذي يعرف به إعجاز نظم القرآن فضلا عن معرفة مقاصد كلام العرب إنما مداره على معرفة مقتضيات الأحوال حال الخطاب من جهة نفس الخطاب أو المخاطب أو المخاطب أو الجميع إذ الكلام الواحد يختلف فهمه بحسب حالين وبحسب مخاطبين وبحسب غير ذلك كالاستفهام لفظه واحد ويدخله معان آخر من تقرير وتوبيخ وغير ذلك وكالأمر يدخله معنى الإباحة والتهديد والتعجيز وأشباهها ولا يدل على معناها المراد إلا الأمور الخارجة وعمدتها مقتضيات الأحوال وليس كل حال ينقل ولا كل قرينة تقترن بنفس الكلام المنقول وإذا فات نقل بعض القرائن الدالة فات فهم الكلام جملة أو فهم شيء منه. ومعرفة الأسباب رافعة لكل مشكل في هذا النمط فهي من المهمات في فهم الكتاب بلا بد ومعنى معرفة السبب هو معنى معرفة مقتضى الحال وينشأ عن هذا الوجه. الوجه الثاني وهو أن الجهل بأسباب التنزيل موقع في الشبه والإشكالات ومورد للنصوص الظاهرة مورد الإجمال حتى يقع الاختلاف وذلك مظنة وقوع النزاع.
روى أبو عبيد عن إبراهيم التيمي قال خلا عمر ذات يوم فجعل يحدث نفسه كيف تختلف هذه الأمة ونبيها واحد وقبلتها واحدة فقال ابن عباس يا أمير المؤمنين إنا أنزل علينا القرآن فقرأناه وعلمنا فيم نزل وإنه سيكون بعدنا أقوام يقرءون القرآن ولا يدرون فيم نزل فيكون لهم فيه رأي فإذا كان لهم فيه رأي اختلفوا فإذا اختلفوا اقتتلوا قال فزجره عمر وانتهره فانصرف ابن عباس ونظر عمر فيما قال فعرفه فأرسل إليه فقال أعد علي ما قلت فأعاده عليه فعرف عمر قوله وأعجبه وما قاله صحيح في الاعتبار
روى ابن عباس أن مروان أرسل بوابه إلى ابن عباس وقال قل له لئن كان كل امرئ فرح بما أوتي وأحب أن يحمد بما لم يفعل معذبا لنعذبن أجمعون فقال ابن عباس ما لكم ولهذه الآية إنما دعا النبي يهود فسألهم عن شيء فكتموه إياه وأخبروه بغيره فأروه أن قد استحمدوا إليه بما أخبروه عنه فيما سألهم وفرحوا بما أوتوا من كتمانهم ثم قرأ: ﴿وإذ أخذ الله ميثاق الذين أوتوا الكتاب..﴾ إلى قوله: ﴿ويحبون أن يحمدوا بما لم يفعلوا..﴾ فهذا السبب بين أن المقصود من الآية غير ما ظهر لمروان.
والقائلون في كتاب الله بغير علم يعدون ممن كذبوا على الله وشرعوا في دينه ما لم يأذن به، والغفلة عن أسباب التنزيل تؤدي إلى الخروج عن المقصود بالآيات. جاء رجل إلى ابن مسعود فقال تركت في المسجد رجلا يفسر القرآن برأيه يفسر هذه الآية يوم تأتى السماء بدخان مبين قال يأتي الناس يوم القيامة دخان فيأخذ بأنفسهم حتى يأخذهم كهيئة الزكام، فقال ابن مسعود: «من علم علما فليقل به ومن لم يعلم فليقل الله أعلم فإن من فقه الرجل أن يقول لما لا علم له به الله أعلم إنما كان هذا الآن قريشا استعصوا على النبي دعا عليهم بسنين كسنى يوسف فأصابهم قحط وجهد حتى أكلوا العظام فجعل الرجل ينظر إلى السماء فيرى بينه وبينها كهيئة الدخان من الجهد فأنزل الله فارتقب يوم تأتى السماء بدخان الآية إلى آخر القصة».
وهذا شأن أسباب النزول في التعريف بمعاني المنزل بحيث لو فقد ذكر السبب لم يعرف من المنزل معناه على الخصوص دون تطرق الاحتمالات وتوجه الإشكالات وقد قال  خذوا القرآن من أربعة منهم عبد الله ابن مسعود وقد قال في خطبة خطبها والله لقد علم أصحاب النبي إني من أعلمهم بكتاب الله وقال في حديث آخر والذي لا إله غيره ما أنزلت سورة من كتاب الله إلا أنا أعلم أين أنزلت ولا أنزلت آية من كتاب الله إلا وأنا أعلم فيم أنزلت ولو أعلم أحدا أعلم بكتاب الله مني تبلغه الإبل لركبت إليه وهذا يشير إلى أن علم الأسباب من العلوم التي يكون العالم بها عالما بالقرآن وعن الحسن أنه قال ما أنزل الله آية إلا وهو يحب أن يعلم فيم أنزلت وما أراد بها وهو نص في الموضع مشير إلى التحريض على تعلم علم الأسباب وعن ابن سيرين قال سألت عبيدة عن شيء من القرآن فقال اتق الله وعليك بالسداد فقد ذهب الذين يعلمون فيم أنزل القرآن وعلى الجملة فهو ظاهر بالمزاولة لعلم التفسير.

### السنة
السنة هي الأصل الثاني من أصول أدلة الأحكام الشرعية، وتطلق في علم الحديث مرادفة للحديث وتعرف بأنها: «أقوال الرسول ﷺ، وأفعاله وتقريراته». مما أفاد حكما شرعياً، ونقله رواة الحديث، مثل قول راوي الحديث: قال رسول الله كذا، أو فعل كذا، أو فعل بحضرته كذا فأقره ولم ينكره، ومباحث الحديث النبوي متعددة ضمن علوم الحديث فنصوص الحديث مرجعها كتب الحديث، وأحول السند والمتن مرجعه علم مصطلح الحديث، أما علم الأصول؛ فهو يبحث في الحديث من حيث أنه دليل شرعي، تؤخذ منه الأحكام الشرعية، ومن حيث أوجه دلالة النص، وما يوجد فيه من عموم أو خصوص أو نسخ أو غير ذلك، وأفعال الرسول، وما يكون منها للخصوصية مثل: وجوب قيام الليل. وقد تستعمل كلمة: «سنة» بمعنى الطريقة التي كان عليها النبي صلى الله عليه وسلم، والخلفاء الراشدون، إلا أن المقصود بالسنة النبوية في أصول الفقه: الدليل الثاني بعد القرآن وهو الحديث النبوي.

#### تعريف السنة
السنة في اللغة: الطريقة، فسنة كل أحد ما عهدت منه المحافظة عليه والإكثار منه، سواء كان ذلك من الأمور الحميدة أو غيرها. قال في شرح الكوكب المنير: «ومنه قوله ﷺ: «من سن سنة حسنة فله أجرها وأجر من عمل بها» إلى آخره» وتسمى بها أيضا: العادة والسيرة، قال في البدر المنير: السنة السيرة حميدة كانت أو ذميمة، وقال في القاموس: السنة السيرة، ومن الله تعالى حكمه وأمره ونهيه.
وتطلق السنة في الشرع لمعان متعددة، فقد تطلق على ما كان من العبادات نافلة منقولة عن النبي  ،
وتطلق في اصطلاح أهل الشرع تارة على ما يقابل القرآن، ومنه حديث مسلم: «يؤم القوم أقرؤهم لكتاب الله تعالى، فإن كانوا في القراءة سواء فأعلمهم بالسنة». وتطلق تارة على المندوب أو المستحب الذي يقابل الفرض وغيره من الأحكام الخمسة. وتطلق تارة على ما يقابل البدعة. قال تقي الدين الفتوحي: واحترز بقوله: «اصطلاحا» من السنة في العرف الشرعي العام، فإنها تطلق على ما هو أعم من المنقول عن النبي ﷺ وعن الصحابة والتابعين؛ لأنها في اصطلاح علماء الأصول: «قول النبي ﷺ غير الوحي» أي: غير القرآن. وقد تطلق على ما صدر عن الرسول من الأدلة الشرعية مما ليس بمتلو، ولا هو معجز ولا داخل في المعجز، وهذا النوع هو المقصود بالبيان هاهنا، قال الآمدي: ويدخل في ذلك أقوال النبي  ، وأفعاله وتقاريره، أما الأقوال من الأمر والنهي والتخيير والخبر وجهات دلالتها فسيأتي إيضاحها في الأصل الرابع المخصوص ببيان ما تشترك فيه الأدلة المنقولة الشرعية. قال تقي الدين الفتوحي: «والمراد من أقوال النبي ﷺ وأفعاله: ما لم يكن على وجه الإعجاز». وقال أيضا: «السنة شرعا واصطلاحا: «قول النبي ﷺ وفعله وإقراره على الشيء»، يقال أو يفعل، فإذا سمع النبي ﷺ إنسانا يقول شيئا، أو رآه يفعل شيئا فأقره عليه فهو من السنة قطعا».

### الإجماع
( الإجماع)
الإجماع هو الأصل الثالث من أصول الفقه ويطلق في اللغة على أحد معنيين هما: التصميم على الأمر والعزم على فعله وإمضائه، ومنه قوله تعالى على لسان نوح: ﴿فأجمعوا أمركم وشركائكم..﴾ الآية. وقوله تعالى في شأن أخوة يوسف: ﴿وما كنت لديهم إذ أجمعوا أمرهم وهم يمكرون﴾ ومنه قول الرسول: «من لم يُجمع الصيام قبل الفجر فلا صيام له». ومن معانيه التواطؤ والاتفاق فيقال: أجمع الناس على كذا أي اتفقوا عليه. وفي الاصطلاح عرفه بدر الدين الزركشي بقوله: «اتفاق مجتهدي أمة محمد ﷺ بعد وفاته في حادثة، على أمر من الأمور في عصر من الأعصار». فيختص بكونه من أهل الاجتهاد، أما العوام فلا عبرة بوفاقهم ولا بخلافهم ولا يعد دليلا شرعيا، وكونهم من أمة محمد، فخرج به اتفاق الأمم السابقة، وبعد وفاته، على أمر من الأمور الحادثة فخرج بالحادثة: انعقاد الإجماع على الحكم الثابت بالنص والعمل به، وكونه: على أمر من الأمور، يتناول الشرعيات والعقليات والعرفيات واللغويات. وقد كان فقهاء الصحابة يجتهدون فيما يستجد وما يطرأ من معضلة وكان الخلفاء يستشيرونهم وانعقد إجماع الصحابة في مسائل مثل إجماعهم على وجوب تنصيب خليفة للمسلمين وجمع القرآن في مصحف واحد وغير ذلك، وقد اهتم العلماء بالكتابة عن معاقد الإجماع وبيان أحكامه. ومباحثه في النظر في مسماه لغة واصطلاحا، وفي إمكانه في نفسه، وفي جواز العلم به، وجواز نقله، ثم في كونه حجة، وبماذا ثبتت حجيته، ثم في كونه قطعيا، ثم في استحالة الخطأ فيه، ثم في وجوب العمل به، ثم في استصحابه بعد ثبوته، وفي كونه من خصائص هذه الأمة، وغيرها من مباحث الأحكام المتعلقة به في علم أصول الفقه. والمجمع عليه هو ما يكون الإجماع فيه دليلا وحجة وهو كل أمر ديني لا يتوقف ثبوت حجة الإجماع على ثبوته.

#### أحكام الإجماع
يكون الإجماع على حكم شرعي في حادثة لم يرد نص صريح من الكتاب والسنة بخصوصها، ويلزم في حصول الإجماع غياب النص باطراد، ومن الإجماع ما لا يتعلق بغياب النص بل يكون بمعنى: الإجماع على دلالة النص، مثل قول الله تعالى: ﴿وإذا حللتم فاصطادوا﴾ فظاهر الأمر الوجوب لكن انعقد الإجماع على أن دلاة النهي في هذا النص تقتضي الإباحة، فالاصطياد بعد التحلل من المباحات، لا من الواجبات، فهذا الإجماع على خلاف ظاهر النص، وقد يكون الإجماع على دلالة النص، بمقتضى الظاهر.
وفائدة الإجماع مع وجود النص: أن النص دليل نقلي، ولا يكون حجة إلا بنقل صحيح، فإذا كان النص قطعي الثبوت؛ لا يلزم منه أن يكون قطعي الدلالة على ظاهره كالأمر بالصيد بعد التحلل، وإذا دل النص على حكم؛ فدلالته إما أن تكون قطعية، وإما غير قطعية، فقطعي الدلالة هو الذي انعقد الإجماع على دلالته على حكم مخصوص متفق عليه، مثل: فرض الزكاة، فعلماء الفقه يعبرون بالقول: «والزكاة مفروضة بالكتاب والسنة والإجماع»، أو: «والأصل في وجوبها قبل الإجماع: نصوص الكتاب والسنة». وأما النص غير قطعي الدلالة؛ فهو الذي لا تكون دلالته على المقصود منه أمرا متفقا عليه مثل قول الله تعالى: ﴿فصل لربك وانحر﴾، أي: (صلاة العيد) فظاهر الأمر يقتضي الوجوب، لكن دلالته على الوجوب حكم غير مجمع عليه.
قال بدر الدين الزركشي: «لا بد للإجماع من مستند؛ لأن أهل الإجماع ليست لهم رتبة الاستقلال بإثبات الأحكام، وإنما يثبتونها نظرا إلى أدلتها ومأخذها، فوجب أن يكون عن مستند؛ لأنه لو انعقد من غير مستند لاقتضى إثبات الشرع بعد رسول الله ﷺ وهو باطل وحكى إمام الحرمين في باب القراض من النهاية عن الشافعي أنه قال: الإجماع إن كان حجة قاطعة سمعية؛ فلا يحكم أهل الإجماع بإجماعهم، وإنما يصدر الإجماع عن أصل».
قال العبدري بعد تعريف الإجماع: هكذا رسم الأصوليون الإجماع، وفيه نظر، فإنه لفظ مشترك، يقال على ما هو إجماع على العمل يستند الحكم، أي بدليله من الكتاب والسنة، ويقال: ما هو إجماع على استنباط الحكم من الكتاب والسنة بالاجتهاد والقياس، والذي هو إجماع على العمل بمستند الحكم ينقسم إلى إجماع نقل مستنده إلى المجتهدين، وإلى إجماع درس مستنده فلم ينقل إليهم. فهذه ثلاثة معان متباينة، فيحتاج إلى ثلاثة رسوم.
وإذا تعارض الإجماع وكان على خلاف الخبر قدم الإجماع،
قال ابن برهان في الوجيز: يجب عليه ترك العمل بالحديث، والإصرار على الإجماع، وقال غيره بخلافه، والقول الثالث: إن ذلك يستحيل ورجحه الزركشي في البحر وقال: وهو الأصح من المذاهب؛ فإن الله تعالى عصم الأمة عن نسيان حديث في الحادثة ولولا ذلك خرج الإجماع عن أن يكون قطعيا وعليه الجمهور؛ لأنه يتطرق إلى الحديث احتمالات من النسخ والتخصيص ما لا يتطرق إلى الإجماع، بل لو قطعنا بالإجماع في صورة ثم وجدنا على خلافه نصا قاطعا من كتاب أو سنة متواترة لكان الإجماع أولى؛ لأنه لا يقبل النسخ بخلاف النص فإنه يقبله وقدم الشافعي الإجماع على النص لما رتب الأدلة.

### القياس
القياس في علم أصول الفقه هو الدليل الرابع من أدلة الفقه الإسلامي بعد الكتاب والسنة والإجماع، وإنما يعد دليلا شرعيا عند عدم وجود دليل شرعي للحكم من نص من الكتاب والسنة والإجماع، فلا قياس مع النص.

#### أدلة القياس

##### دلالة القرآن
ومن أشهرها قوله تعالى: ﴿فاعتبروا يا أولي الأبصار﴾ وقد سئل أبو العباس أحمد بن يحيى ثعلب وهو من أئمة اللسان عن «الاعتبار» فقال: أن يعقل الإنسان الشيء فيعقل مثله. فقيل: أخبرنا عمن رد حكم حادثة إلى نظيرها أيكون معتبرا؟ قال: نعم هو مشهور في كلام العرب. حكاه البلعمي في كتاب: «الغرر في الأصول». ونقل القاضي أبو بكر في «التقريب»: اتفاق أهل اللغة على أن الاعتبار اسم يتناول تمثيل الشيء بغيره واعتباره به، وإجراء حكمه عليه، والتسوية بينهما في ذلك، وإنما سمي الاتعاظ والفكر اعتبارا؛ لأنه مقصود به التسوية بين الأمر ومثله، والحكم فيه بحكم نظيره، ولولا ذلك لم يحصل الاتعاظ والازدجار عن الذنب بنزول العذاب والانتقام بأهل الخلاف والشقاق، ثم حكي ما سبق عن ثعلب.
واحتج الشافعي في «الرسالة» بقوله تعالى: ﴿فجزاء مثل ما قتل من النعم﴾ وقال: فهذا تمثيل الشيء بعدله وقال: ﴿يحكم به ذوا عدل منكم﴾ وأوجب المثل ولم يقل أي مثل فوكل ذلك إلى اجتهادنا، وأمرنا بالتوجه إلى القبلة بالاستدلال فقال: ﴿وحيث ما كنتم فولوا وجوهكم شطره﴾ واحتج ابن سريج في الودائع بقوله تعالى: ﴿ولو ردوه إلى الرسول وإلى أولي الأمر منهم لعلمه الذين يستنبطونه منهم﴾ فأولو الأمر هم العلماء، والاستنباط هو القياس، فصارت هذه الآية كالنص في إثباته. وقوله تعالى: ﴿إن الله لا يستحيي أن يضرب مثلا ما بعوضة فما فوقها﴾ الآية؛ لأن القياس تشبيه الشيء فإذا جاز من فعل من لا تخفى عليه خافية ليريكم وجه ما تعلمون فهو ممن لا يخلو من الجهالة والنقص أجوز. واحتج غيره بقوله تعالى: ﴿قال من يحيي العظام وهي رميم﴿78﴾ قل يحييها الذي أنشأها أول مرة.﴾ فهذا صريح في إثبات الإعادة قياسا. وقال الزركشي: واحتج أصحابنا بقوله تعالى: ﴿لعلمه الذين يستنبطونه منهم﴾ قال: والاستنباط مختص بإخراج المعاني من ألفاظ النصوص، مأخوذ من استنباط الماء إذا استخرج من معدنه.

##### من السنة
ادليل على القياس السنة كحديث معاذ «أجتهد برأيي ولا آلو»، وقال النبي في خبر المرأة : «أرأيت لو كان على أبيك دين»، وقال لرجل سأله أيقضي أحدنا شهوته ويؤجر عليه؟ قال: «أرأيت لو وضعها في حرام كان عليه وزر؟ قال نعم، قال فكذلك إذا وضعها في حلال كان له أجر». «عن أبي هريرة قال: جاء رجل من بني فزارة إلى النبي ﷺ فقال: إن امرأتي ولدت غلاما أسود، فقال النبي ﷺ: هل لك من إبل؟ قال: نعم! قال: فما ألوانها؟ قال: حمر، قال: هل فيها من أورق؟ قال: إن فيها لورقا، قال: فأنى أتاها ذلك؟ قال: عسى أن يكون نزعه عرق، قال: وهذا عسى أن يكون نزعه عرق». قال المزني: فأبان له بما يعرف أن الحمر من الإبل تنتج الأورق فكذلك المرأة البيضاء تلد الأسود، فقاس أحد نوعي الحيوان على الآخر، وهو قياس في الطبيعيات لأن الأصل ليس فيه نسب حتى نقول قياس في إثبات النسب. وصنف الناصح الحنبلي جزء في أقيسة النبي وثبت ذلك عن الصحابة كقول عمر بن الخطاب لأبي موسى: «واعرف الأشباه والأمثال وقس الأمور عندك». وقد تكلم الصحابة في زمن النبي في العلل، ففي البخاري عن عبد الله بن أبي أوفى لما نهى عن تحريم الحمر يوم خيبر قال فتحدثنا أنه إنما نهى عنها لأنها لم تخمس وقال بعضهم نهى عنها ألبتة لأنها كانت تأكل العذرة.

##### إجماع الصحابة
من الأدلة على ثبوت القياس: إجماع الصحابة فإنهم اتفقوا على العمل بالقياس، ونقل ذلك عنهم قولا وفعلا. قال ابن عقيل الحنبلي: وقد بلغ التواتر المعنوي عن الصحابة باستعماله، وهو قطعي. وقال الهندي: دليل الإجماع هو المعول عليه جماهير المحققين من الأصوليين، وقال ابن دقيق العيد: عندي أن المعتمد اشتهار العمل بالقياس في أقطار الأرض شرقا وغربا قرنا بعد قرن عند جمهور الأمة إلا عند شذوذ متأخرين قال: وهذا من أقوى الأدلة. وقال ابن برهان: أوجز بعض العلماء العبادة فقال: انعقد الإجماع على أن التعبد بالدليل المقطوع بدليله جائز، فكذلك ينبغي أن يجوز التعبد بالقياس المظنون دليله.

##### طريق العقل
كما ثبت القياس بدليل شرعي كذلك ثبت الدليل عليه بطريق العقل وهو أن النصوص لا تفي بالأحكام؛ لأنها متناهية والحوادث غير متناهية، فلا بد من طريق آخر شرعي يضاف إليه، لكن لهم أن يمنعوا تناهي النصوص فإن المعنى إذا ظهر تناول ذلك الفرع على سبيل العموم في جميع الأذهان، فإن أفراد العموم لا تتناهى، فإذا تصور عدم التناهي في الألفاظ ففي المعاني أولى، قال القفال: ولأنه لا حادثة إلا ولله فيها حكم اشتمل القرآن على بيانه لقوله تعالى: ﴿ما فرطنا في الكتاب من شيء﴾ ورأينا المنصوص لم يحط بجميع أحكام الحوادث فدل على أنا مأمورون بالاعتبار والقياس. قال المزني في كتاب «إثبات القياس»: «لو لم يكن للنظير حكم نظيره في الحلال والحرام لبطل القياس ولما جاز لأحد أن يقول إلا بنص كتاب أو سنة وكان ما اختلف فيه مهملا لا حكم له، وهذا غير جائز». والمقصود من هذا القياس القائم على طرق شرعية سليمة من غير المجازفة، كما أنه لا يكون إلا عند الحاجة لتعذر الحصول على نص أو إجماع. قال الزركشي: قلت: ومن البلية اقتصار كثير من الفقهاء على الاستدلال على القياس وعدم بحثهم عن النص فيها وهو موجود لو تطلبوه.

## مصدر الأحكام ومدركها
مصدر هذه الأصول كلها هو الله تعالى، فهو الذي صدرت عنه، فالكتاب قوله والسنة بيان للقرآن، أي : بيان الكتاب لقوله تعالى: ﴿بِالْبَيِّنَاتِ وَالزُّبُرِ وَأَنْزَلْنَا إِلَيْكَ الذِّكْرَ لِتُبَيِّنَ لِلنَّاسِ مَا نُزِّلَ إِلَيْهِمْ وَلَعَلَّهُمْ يَتَفَكَّرُونَ ۝٤٤﴾ (سورة النحل آية: 44). «والإجماع دال على النص» لأنه لا يكون إلا عن مستند من نص أو قياس نص.
ومدرك هذه الأصول بمعنى: الطريق إلى إدراكها هو الرسول قال تعالى:﴿وَمَا كَانَ لِبَشَرٍ أَنْ يُكَلِّمَهُ اللَّهُ إِلَّا وَحْيًا أَوْ مِنْ وَرَاءِ حِجَابٍ أَوْ يُرْسِلَ رَسُولًا فَيُوحِيَ بِإِذْنِهِ مَا يَشَاءُ إِنَّهُ عَلِيٌّ حَكِيمٌ ۝٥١﴾ (سورة الشورى آية: 51). فلم يبق لنا مدرك لهذه الأصول إلا الرسول . فالكتاب نسمع منه تبليغا، والسنة تصدر عنه تبيينا والإجماع والقياس مستندان في إثباتهما إلى الكتاب والسنة.
والاستدلال داخل في حد الدليل، وقد انعقد الإجماع على مشروعية استعماله في استخراج الأحكام، ومرجع هذه الأصول كلها إلى الكتاب؛ لأنها توابع له أو متفرعة عنه.

## الأصول التي يبنى الفقه عليها
الأصول التي يبنى عليها الفقه هي الأدلة الإجمالية للفقه أو هي: أدلة الأحكام الشرعية، قال أبو حامد الغزالي في أدلة الأحكام وهي أربعة: الكتاب والسنة والإجماع ودليل العقل المقرر على النفي الأصلي، فأما قول الصحابي وشريعة ما قبلنا فمختلف فيه. والأصل الأول من أصول الأدلة: كتاب الله تعالى، ثم السنة ثم الإجماع ثم القياس، قال بدر الدين الزركشي: اختلف العلماء في عدد الأصول التي يبنى عليها الفقه، فالجمهور على أنها أربعة: الكتاب، والسنة، والإجماع، والقياس. قال الرافعي في باب القضاء: وقد يقتصر على الكتاب والسنة، ويقال: الإجماع يصدر عن أحدهما، والقياس الرد إلى أحدهما فهما أصلان. قال في المطلب: وفيه منازعة لمن جوز انعقاد الإجماع لا عن أمارة، ولا عن دلالة، وجوز القياس على المحل المجمع عليه. قال أبو حامد الغزالي في المستصفى: «واعلم أنا إذا حققنا النظر بأن أن أصل الأحكام واحد، وهو قول الله تعالى، إذ قول الرسول ﷺ ليس بحكم ولا ملزم، بل هو مخبر عن الله تعالى أنه حكم بكذا وكذا، فالحكم لله تعالى وحده، والإجماع يدل على السنة، والسنة على حكم الله تعالى. وأما العقل فلا يدل على الأحكام الشرعية، بل يدل على نفي الأحكام عند انتفاء السمع، فتسمية العقل أصلا من أصول الأدلة تجوز على ما يأتي تحقيقه». وفي كلامه: أنا إذا نظرنا إلى ظهور الحكم في حق من تعلق به؛ فلا يظهر إلا بقول الرسول إذ لا يصل إلينا ما جاء من عند الله إلا بواسطته، فباعتبار المظهر لهذه الأحكام فهو قول الرسول فقط، إذ الإجماع يدل على أنهم استندوا إلى قوله. وإن اعتبرنا السبب الملزم فهو واحد وهو حكم الله تعالى، لكن إذا لم نجرد النظر وجمعنا المدارك صارت الأصول التي يجب النظر فيها أربعة كما سبق. واختصر بعضهم فقال: أصل ومعقول أصل، فالأصل للكتاب والسنة والإجماع، ومعقول الأصل هو القياس.
قال ابن السمعاني: وأشار الشافعي إلى أن جماع الأصول نص ومعنى، فالكتاب والسنة والإجماع داخل تحت النص، والمعنى هو القياس، وزاد بعضهم العقل فجعلها خمسة. وقال أبو العباس بن القاص: الأصول سبعة: الحس، والعقل، والكتاب، والسنة، والإجماع، والقياس، واللغة. قال الزركشي: والصحيح: أنها أربعة، وأما العقل: فليس بدليل يوجب شيئا أو يمنعه، وإنما تدرك به الأمور فحسب، إذ هو آلة العارف، وكذلك الحس لا يكون دليلا بحال؛ لأنه يقع به درك الأشياء الحاضرة. وأما اللغة: فهي مدركة اللسان، ومطية لمعاني الكلام، وأكثر ما فيه معرفة سمات الأشياء ولا حظ له في إيجاب شيء. وقال الجيلي في الإعجاز: أنها أربعة: الكتاب والسنة والقياس ودليل البقاء على النفي الأصلي، وردها القفال الشاشي إلى واحد فقال: أصل السمع هو كتاب الله تعالى، وأما السنة والإجماع والقياس فمضاف إلى بيان الكتاب؛ لقوله تعالى: ﴿تبيانا لكل شيء﴾ وقوله: ﴿ما فرطنا في الكتاب من شيء﴾. وفي الحديث: «ألا وإني أوتيت القرآن ومثله معه». روي عن ابن مسعود أنه لعن الواصلة والمستوصلة، وقال: «ما لي لا ألعن من لعنه الله». فقالت امرأة: قرأت كتاب الله فلم أجد فيه ما تقول، فقال: «إن كنت قرأتيه فقد وجدتيه ﴿وما آتاكم الرسول فخذوه وما نهاكم عنه فانتهوا﴾ وأن النبي ﷺ لعن الواصلة والمستوصلة». وجاء في رواية مسلم بلفظ: «لعن الله الواصلة والمستوصلة». فأضاف عبد الله بن مسعود بلطيف حكمته قول الرسول إلى كتاب الله، وعلى هذا إضافة ما أجمع عليه مما لا يوجد في الكتاب والسنة نصا. قال بدر الدين الزركشي: «قلت: ووقع مثل ذلك للشافعي في مسألة قتل المحرم للزنبور». قال الأستاذ أبو منصور: وفي هذا دليل على أن الحكم المأخوذ من السنة أو الإجماع أو القياس مأخوذ من كتابه سبحانه؛ لدلالة كتابه على وجوب اتباع ذلك كله.

### أدلة الفقه أو أدلة الأحكام
أدلة الفقه أو أصول الفقه (بالمعنى الإضافي) عند علماء أصول الفقه، هي: موضوع علم الأصول، قد يسميها البعض أدلة الأحكام أو الأدلة الشرعية، بمعنى: الأدلة الموصلة للفقه والدليل عند علماء الأصول، في اللغة هو: (المرشد)، وفي الاصطلاح هو: ما يمكن التوصل بصحيح النظر فيه إلى العلم بمطلوب خبري، أو: ما يتخذ حجةً على أن المبحوث عنه حكم شرعي.
والأدلة الشرعية هي: يتوصل بها المجتهد إلى الأحكام الشرعية، وكونها شرعية بمعنى: أن تؤخذ من الشرع، والشرع هو: (ما شرعه الله على لسان نبيه من الأحكام) فالله تعالى هو المشرع للأحكام، ورسوله محمد صلى الله عليه وسلم: مبلغ لما جاء من عند الله بالوحي، ومبين له، وكتاب الله، وسنة رسوله هما: الوحيان، والأصلان، لكل الأدلة الأخرى، التي تعتمد عليهما، ولا تكون دليلا شرعيا إلا إذا استندت عليهما.

### الأدلة المتفق عليها
الأدلة الشرعية المتفق عليها عند جمهور الفقهاء أربعة هي:
1. الكتاب وهو: القرآن الكريم.
2. السنة وهي: الحديث النبوي، بمعنى: أقوال النبي صلى الله عليه وسلم، وأفعال وتقريراته وصفاته.
3. والإجماع.
4. القياس.

### الأدلة والاستدلال
الأدلة المتفق عليها، هي: الكتاب والسنة والإجماع والقياس، وما عداها من الأدلة الأخرى مختلف فيها، بمعنى: أنها أدلة شرعية يستدل بها المجتهد، لكن لا يعد كل واحد منها أصلا متفقا عليه، بل يؤخذ ببعضها عند بعض العلماء، ويخالفه آخرون، وعدم الأخذ بها لا يعني إنكارها بالكلية، بل من حيث الاعتبارات المتعلقة في الأخذ بها. فالمجتهد يأخذ أولاً بنص الكتاب والسنة ثم الإجماع، فإن لم يجد دليلا صريحا؛ انتقل إلى الاستدلال بالقياس، أو الاستقراء أو غيرها الأدلة الأخرى. وهذا الإستدلال ليس أصلا مستقلا بذاته، بل لا بد أن يستند ألى نص من الكتاب والسنة أو الإجماع.
والتفقه في الدين والاستدلال، واستنباط المجتهد للأحكام الشرعية من المهمات الشرعية،
«عن أبي هريرة قال: جاء رجل من بني فزارة إلى النبي ﷺ فقال: إن امرأتي ولدت غلاما أسود، فقال النبي ﷺ: هل لك من إبل؟ قال: نعم! قال: فما ألوانها؟ قال: حمر، قال: هل فيها من أورق؟ قال: إن فيها لورقا، قال: فأنى أتاها ذلك؟ قال: عسى أن يكون نزعه عرق، قال: وهذا عسى أن يكون نزعه عرق».
قال ابن حسين المكي في حاشيته: «قال الشافعي رضي الله عنه: «إذا رفعت إلى المجتهد واقعة فليعرضها على نصوص الكتاب فإن أعوزه فعلى الأخبار المتواترة ثم على الآحاد فإن أعوزه لم يخض في القياس بل يلتفت إلى ظواهر القرآن فإن وجد ظاهرا نظر في المخصصات من قياس أو خبر فإن لم يجد تخصيصا حكم به وإن لم يعثر على لفظ من كتاب ولا سنة نظر إلى المذاهب فإن وجدها مجمعا عليها اتبع الإجماع، فإن لم يجد إجماعا خاض في القياس». ويلاحظ القواعد الكلية أولا ويقدمها على الجزئيات كما في القتل بالمثقل يقدم قاعدة الردع والزجر على مراعاة الآلة فإن عدم قاعدة كلية نظر في النصوص ومواقع الإجماع فإن وجدها في معنى واحد ألحق به وإلا انحدر إلى قياس مخيل فإن أعوزه تمسك بالشبه ولا يعود على طرد إن كان يؤمن بالله ويعرف مأخذ الشرع هذا تدريج النظر على ما قاله الشافعي».

### الأدلة
| - الكتاب - السنة - الإجماع - القياس | - قول الصحابي - شرع من قبلنا - العرف - المصالح المرسلة | - سد الذرائع - الاستحسان - الاستصحاب - الاستقراء - عند المالكية - عمل أهل المدينة | عند الشيعة الجعفرية - الكتاب - السنة - (أقوال وأفعال وتقريرات الأئمة المعصومين) - الإجماع (الكاشف عن رأي المعصوم) - العقل - والأصول العملية (البراءة والاحتياط والاستصحاب والتخيير). |

### أنواع الأدلة
الأدلة الشرعية ثلاثة أنواع:
النوع الأول: وهو النص ومصدره: (الوحي) أي: ما أوحى به الله تعالى، وأنزله على رسوله محمداً صلى الله عليه وسلم، من الأحكام، وهو أساس الدين كله، وذلك لا ينطبق إلا على الكتاب والسنة، وأي دليل يأتي بعدهما فهو كاشف عن دليل من الكتاب والسنة، وذلك لا خلاف عليه بين جميع علماء المسلمين على مر العصور.
النوع الثاني: هو ما اتفق عيه جمهور علماء المسلمين، وهما الإجماع والقياس أو العقل كما يسميه بعض علماء الأصول.
النوع الثالث: وهو ما اختلف علماء الأصول على الاستدلال بهم، مثل: المصالح المرسلة والاستحسان والاستصحاب، وغيرها، فبعض المذاهب تقف عند الأدلة الأربعة، والبعض الآخر يضيف دليلاً أو اثنين أو غير ذلك من الأدلة الأخرى المختلف عليها، ولكن لا يوجد من العلماء من يأخذ بكل الأدلة المختلف عليها.

### أدلة الفقه
وأدلة الفقه الإجمالية: القرآن والحديث فهما الدليلان الذان تعتمد علهما باقي الأدلة الشرعية، ويليهما الإجماع؛ لأنه يقوم على أساس من الكتاب والسنة، ويليه القياس، ويعتمد على الأحكام الكلية العامة، من الكتاب والسنة، في الاستدلال به على الأحكام الفرعية التي لم يرد بخصوصها نص في الكتاب والسنة، وفق أحكام وقواعد للاستدلال، فهذه الأربعة الأدلة هي الأصول الأساسية المتفق عليها عند جمهور الفقهاء، وما عداها من الأدلة، هي: أصول ثانوية بمعنى: أنها أدلة شرعية يستدل بها المجتهد، عند عدم ظهور الحكم بالأدلة الأربعة، كما أن هذه الأصول الثانوية، مختلف في تفاصيل الاستدلال بها، لا في إنكارها بالكلية، وتشمل: استصحاب الحال، والاستحسان وهو: الحكم بالأحسن عند عدم وجود نص صريح في المسألة، بشرط أن يكون موافقا للشرع، وألا يخالفه، أو هو العدول عن دليل القياس في المسألة عن مثل ما حكم به في نظائرها لوجه أقوى يقتضي هذا العدول عن المجتهد. والمصالح المرسلة: وهي المعاني أو الأمور التي يتم ربط الحكم بها وبناؤه عليها جلب منعفة أو دفع مضرة عن الناس دون أن يوجد نص بخصوص هذا الموضوع، والعرف: وهو ما تعارف عليه الناس وألفوه من قول أو فعل تكرر حتى امتزج بأفعالهم وصارت عقولهم تتلقاه بالقبول، وليس في الشرع مايخالفه. وهناك أدلة أخرى مختلف عليها بين الفقهاء بالإضافة إلى أن ما عدا الإجماع والقياس مختلف أيضاً في حجيتهم. وعمل أهل المدينة عند المالكية. وقول الصحابي.

## الاستدلال
الاستدلال  في اللغة: طلب الدليل، وفي اصطلاح علماء أصول الفقه هو: إقامة دليل ليس بنص ولا إجماع.

### المعنى الشرعي
الاستدلال بالمعنى الشرعي هو: إقامة الدليل أو إقامة دليل ليس بنص ولا إجماع. أو هو استخدام طريقة علمية مناسبة لمعرفة الحكم.

### أنواع الاستدلال
للاستدلال أنواع كثيرة منها:
1. استقراء وهو: استدلال على الكلي بالجزئي
2. قياس وهو: استدلال على الجزئي بالكلي
3. تمثيل وهو: استدلال على الجزئي بالجزئي
4. تمثيل أو قياس استدلال على الكلي بالكلي.

### مفهوم الاستدلال
الاستدلال في اللغة بمعنى: طلب الدليل. وكلمة استدلال تدل على معنى: طلب دليل لمعرفة أمر ما، لم يكن في الغالب واضحا، أو هو استخدام الطرق المناسبة للكشف عن أمر ما، ومعرفته.
 وهو مرتبط بالإنسان، الذي ميزه الله تعالى بالقوى الإدراكية التي يفهم بها الأشياء، وجودة اللغة التي يستخدمها.
 وغالبا ما يكون في البحوث العلمية، لكن الاستدلال هو طريقة يستخدمها الإنسان، بصرف النظر عن توجهاته الفكرية.

## الاستدلال العلمي
الاستدلال العلمي هو طريقة ذات منهج علمي، يختلف عن الاستدلال العادي.

### أهمية الاستدلال في الإسلام
لم يكن الاستدلال دخيلا على الشرع، بل هو مما دعى إليه الشرع، في جميع الشرائع، فعند ما بعث الله نبيه محمداً صلى الله عليه وسلم، إلى قوم كانوا يعبدون الأصنام؛ دعاهم للاستدلال الذي يمكنهم من اكتشاف أخطائهم، وكان في الخطاب الشرعي، من القرآن ما فيه دعوة للتأمل والتفكير، مثل قوله تعالى: ﴿قل إنما أعظكم بواحدة أن تقوموا لله مثنى وفرادى ثم تتفكروا ما بصاحبكم من جنة﴾ وقوله تعالى: ﴿أفلا يتدبرون القرآن ولو كان من عند غير الله لوجدوا فيه اختلافا كثيراً﴾

## دليل الأمر والنهي
دليل الأمر هو ما اقتضى طلب فعله، النهي هو ما اقتضى ترك المنهي عنه، أو طلب الكف عن فعل، والدليل الشرعي للأمر والنهي إما؛ أن يكون بنص من الكتاب والسنة بصيغة النهي أو لا تفعل، أو ما دل عليه الإجماع أو القياس.

### أقسام الدليل الشرعي
الدليل الشرعي بحسب ثبوته إما؛ قطعي الثبوت وإما؛ ظنى الثبوت، فقطعي الثبوت هو: المقطوع بثبوته يقينا، ويتضمن: القرآن والسنة النبوية المتواترة، والإجماع الذي لا يعرف له مخالف.
- ظني الثبوت وهو: ما ثبت بدرجة أقل من درجة قطعي الثبوت، ويتضمن: الآحاد من الحديث.

بحسب الدلالة
الدليل بحسب دلالته إما؛ قطعي أو ظنى.
- قطعي الدلالة بمعنى: ما كان دالا على الحكم بعينه دلالة واضحة، تفيد علما يقينيا، يعلم من الدين بالضرورة اتفاقا، مثل: الأمر الدال على فرض الصلوات الخمس، فهي مفروضة بالإجماع، وفائدة الإجماع مع ثبوت النص هو تأكيد أن المراد من النص هو ذلك الحكم بعينه من غير خلاف، وحينئذ يسمى الدليل قطعي الدلالة.
- ظني الدلالة بمعنى: ما كان دالا على الحكم من غير إفادة القطع بدلالته، فلا يفيد العلم الضروري، مثل: حديث «أوتروا يا أهل القرآن» فإنه يدل على الأمر بصلاة الوتر، والأمر بظاهره يدل على الوجوب، لكن بغير إجماع، فصلاة الوتر واجبة عند أبي حنيفة، وعند غيره سنة مؤكدة، ومعنى كون الدليل ظنيا هو: عدم الإجماع على إفادة ذلك الحكم بعينه.

### مقتضى دليل الأمر والنهي
الأمر الشرعي (طلب الفعل) يقتضي بظاهره الوجوب إلا إن صرف عن مقتضاه، والنهي (طلب الكف) يقتضي بظاهره التحريم إلا إن صرف عن مقتضاه.
وقد قسم علماء أصول الفقه المتأخرين الأمر والنهي بحسب مراتب الدليل إلى أقسام هي:
- الأمر القطعي: يقتضي الفرضية.
- الأمر ظنى الثبوت غير المصروف عن مقتضاه يفيد الوجوب، عند الحنفية حيث فرقوا بين الفرض والواجب.
- الأمر ظنى الثبوت المصروف عن مقتضاه يفيد الندب.
- النهي القطعي يفيد التحريم.
- النهي ظنى الثبوت غير المصروف عن مقتضاه يفيد كراهة التحريم.
- النهي ظنى الثبوت المصروف عن مقتضاه يفيد كراهة التنزيه.

## وصلات خارجية
- قواعد الأحكام في مصالح الأنام
- الذخيرة